# Mitchell Tenpenny
Mitchell Tenpenny (Nashville, 17 agosto 1989) è un cantautore statunitense. Noto in particolare per il singolo Drunk Me, certificato due volte platino negli Stati Uniti, nella sua carriera ha pubblicato 4 album in studio.

## Biografia
Nato e cresciuto nella patria del country Nashville, viene introdotto fin dalla preadolescenza nel mondo della musica da sua nonna Donna Hilley, importante produttrice discografica. Laureatosi in economia con indirizzo musicale nel 2015, nello stesso anno Tedpenny pubblica il suo album d'esordio Black Crow, anticipato da un singolo omonimo. Parallelamente avvia l'attività di autore di brani per altri interpreti. Nel 2017 pubblica l'EP Linden Ave, che rientra nella classifica di Billboard Top Heatseekers.
Nel gennaio 2018 pubblica un EP eponimo e il singolo Drunk Me: quest'ultimo si rivela un successo commerciale negli Stati Uniti, piazzandosi nella top 40 della Billboard Hot 100 e raggiungendo la doppia certificazione platino. In seguito a questi risultati, l'artista firma un contratto discografico con Columbia Nashville e pubblica l'album Telling All My Secrets. L'album esordisce alla numero 53 della Billboard 200 con 20 mila unità vendute nella prima settimana. Segue l'esecuzione di un tour da headliner.
Nel 2019 ottiene una nomination ai CMT Music Awards nella categoria "breakthrough video of the year" per Drunk Me e una nomination agli Academy of Country Music Awards nella categoria "new male artist of the year". Nel 2020 pubblica l'EP natalizio Neon Christmas, a cui fanno seguito l'anno successivo l'EP Midtown Diaries e l'album Naughty List, quest'ultimo incentrato anch'esso sul tema del Natale. Nel 2022, dopo aver aperto alcuni concerti per Luke Bryan, l'artista pubblica l'album This Is the Heavy.

## Vita privata
Nell'ottobre 2022 ha sposato la cantante Meghan Patrick, con cui aveva una relazione da vari anni.

## Discografia

### Album
- 2015 – Black Crown
- 2018 – Telling All My Secrets
- 2021 – Naughty List
- 2022 – This Is the Heavy

### EP
- 2017 – Linden Ave
- 2018 – Mitchell Tenpenny
- 2020 – Neon Christmas
- 2021 – Midtown Diaries
- 2022 – The Low Light Sessions

### Singoli
- 2015 – Black Crow
- 2015 – Love & Rock N' Roll
- 2018 – Drunk Me
- 2019 – Alcohol You Later
- 2019 – Anything She Says (feat. Seaforth)
- 2020 – Broken Up
- 2021 – Truth About You
- 2022 – We Got History

### Collaborazioni
- 2019 – Slow Ride (Colt Ford feat. Mitchell Tenpenny)
- 2021 – At the End of a Bar (Chris Young feat. Mitchell Tenpenny)
- 2021 – Get That All the Time (RaeLynn feat. Mitchell Tenpenny)
- 2022 – Act Like That (State Champs feat. Mitchell Tenpenny)
- 2023 – What's It Gonna Take (Cheat Codes feat. Mitchell Tenpenny)